# Diana Ingenhoff

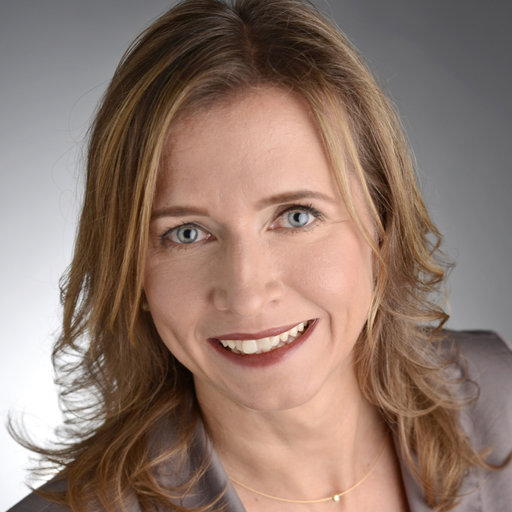
Diana Ingenhoff

Diana Ingenhoff (* 1971 in Duisburg) ist eine deutsche Kommunikationswissenschaftlerin. Sie lehrt als ordentliche Professorin für Medien- und Kommunikationswissenschaft am Departement für Kommunikationswissenschaft und Medienforschung (DCM) an der Universität Freiburg (Schweiz). Ihre Forschungsschwerpunkte sind Organisationskommunikation, Kommunikationsmanagement, Public Diplomacy und internationale Public Relations-Forschung.

## Karriere
Nach einer Ausbildung zur Bankkauffrau absolvierte sie ein Magisterstudium der Kommunikationswissenschaft, Wirtschaftswissenschaften und Psychologie an der Universität Essen, das sie 1999 abschloss. Von 2002 bis 2005 leitete sie das Zentrum für Unternehmenskommunikation am Institut für Medien- und Kommunikationsmanagement der Universität St. Gallen. Dort wurde sie zum Dr. oec. im Jahr 2003 mit einer Dissertation zum Thema «Issues Management in internationalen Unternehmen» bei Peter Glotz und Beat Schmid promoviert. In 2005 wurde sie als Professorin an die Universität Freiburg berufen. 2010 habilitierte sie sich mit einer Arbeit zum Thema «Organizational Communication and Communication Management in the Media Society: Theoretical Approaches and Empirical Evidence» an der Universität St. Gallen.
Für ihre Forschung erhielt sie im Jahr 2007 gemeinsam mit ihrem Projektpartner Telekom Austria den von der Deutschen Public Relations Gesellschaft vergebenen Deutschen PR-Preis in der Kategorie «Wertschöpfung durch Kommunikation» mit einem Projekt zur integrierten Messung von Reputation («Integrated Reputation Management System») sowie verschiedene Best Paper Awards.
Seit 2009 ist sie Vorstandsmitglied und war von 2014 bis 2019 Präsidentin der Schweizerischen Gesellschaft für Kommunikations- und Medienwissenschaft (SGKM). 2022 erhielt sie die Ehrenmitgliedschaft. 2016 gründete sie die erste internationale Public Diplomacy Interest Group der ICA, zu deren Vorsitzende sie gewählt wurde. Seit 2016 ist sie Executive Director der European Public Relations Education and Research Association (EUPRERA). Von 2015 bis 2017 war sie Arthur W. Page Legacy Fellow mit einem Projekt zu sozialer und politischer Verantwortung von Unternehmen. Seit 2017 ist sie Research Fellow des Center on Public Diplomacy (CPD) at Annenberg School, University of Southern California.
Sie ist Mitglied der Editorial Boards der Zeitschriften Public Relations Review, Public Relations Inquiry und International Journal of Strategic Communication.

## Publikationen (Auswahl)

### Monografien
- D. Ingenhoff, A. Buhmann: Public Diplomacy. Messung, Entstehung und Gestaltung von Länderimages. Konstanz: von Halem, 2019.
- D. Ingenhoff: Organizational Communication and Communication Management in the Media Society: Theoretical Approaches and Empirical Evidence. Habilitation. University of St. Gallen, St. Gallen, Switzerland 2010.
- D. Ingenhoff: Corporate Issues Management in multinationalen Unternehmen. Eine empirische Studie zu organisationalen Prozessen und Strukturen. VS Verlag für Sozialwissenschaften, Wiesbaden 2004.

### Herausgeberbände
- D. Ingenhoff, C. White, A. Buhmann, S. Kiousis (Hrsg.): Bridging Disciplinary Perspectives of Country Image Reputation, Brand, and Identity. Routledge, New York / London 2018.
- D. Ingenhoff (Hrsg.): Internationale PR-Forschung. UVK Verlagsgesellschaft, Konstanz 2013.
- U. Ganz-Blättler, D. Ingenhoff (Hrsg.): Man kann nicht nicht unterhalten. Beiträge zur Unterhaltungspublizistik. LIT, Berlin u. a. 2013.
- D. Ingenhoff, A. Meier (Hrsg.): Social Media. (= Praxis der Wirtschaftsinformatik. Heft 287). dpunkt.verlag, Heidelberg 2012.